# قانون الجنسية السويسرية
الجنسية السويسرية هي حالة كونك مواطنًا سويسريًا ويمكن الحصول عليها بالولادة أو بالتجنس .
يعتمد قانون الجنسية السويسرية على المبادئ التالية:
- مستوى الجنسية الثلاثية ( الاتحاد السويسري والكانتون والبلدية )
- الحصول على الجنسية عن طريق الولادة ( حق الدم )
- منع حالات انعدام الجنسية

المواطنون السويسريون هم مواطنون في بلديتهم الأصلية، وكانتونهم الأصلي، والاتحاد، بهذا الترتيب: يتم تعريف المواطن السويسري على أنه شخص يحمل جنسية بلدية سويسرية (المادة 37 من الدستور الاتحادي السويسري )، ويتم تسجيلهم في سجل العائلة الخاص بمكانهم الأصلي . تختلف الطريقة التي يحصل بها المواطنون السويسريون على موطنهم الأصلي اعتمادًا على ما إذا كانوا قد حصلوا على الجنسية السويسرية عن طريق البنوة (قانون الدم)، أو التجنس العادي، أو التجنس الميسر. وليس للزواج في حد ذاته أي تأثير على موطن الزوجين الأصليين.
يخضع الحصول على الجنسية السويسرية للقانون الفيدرالي بشأن الجنسية السويسرية ، المعروف أيضًا باسم قانون الجنسية السويسرية(بالألمانية: Bürgerrechtsgesetz (BüG)) (بالفرنسية: Loi sur la nationalité suisse (LN)) (بالإيطالية: Legge sulla cittadinanza (LCit)) ، صدر في عام 2018 ليحل محل القانون الاتحادي بشأن اكتساب وفقدان الجنسية السويسرية منذ عام 1952.
1. ↑  Art. 161 CC
2. ↑  "Fedlex". www.fedlex.admin.ch. مؤرشف من الأصل في 2024-04-07. اطلع عليه بتاريخ 2023-03-25.

قالب:Nationality laws

## أنظر أيضا
- جواز السفر السويسري
- بطاقة الهوية السويسرية
- الشعب السويسري

## وصلات خارجية
- صفحة الجنسية السويسرية التابعة للمكتب الاتحادي للهجرة نسخة محفوظة 4 يوليو 2012 على موقع واي باك مشين.
- النص الرسمي لقانون الجنسية السويسرية نسخة محفوظة 27 ديسمبر 2021 على موقع واي باك مشين.